# Opiętek gruborogi
Opiętek gruborogi (Agrilus laticornis) – gatunek chrząszcza z rodziny bogatkowatych i podrodziny Agrilinae.

## Taksonomia
Gatunek ten opisany został po raz pierwszy w 1803 roku przez Johanna Karla Wilhelma Illigera pod nazwą Buprestis laticornis.

## Morfologia
Chrząszcz o mocno wydłużonym ciele długości od 4 do 6,5 mm, ubarwiony jednolicie zielono, zielononiebiesko, niebiesko, złocistozielono lub miedzistozłoto. Głowa zaopatrzona jest w duże oczy niemal stykające się z przednią krawędzią przedplecza. Czoło między oczami jest płaskie. Samiec ma pogrubiałe czułki o silnie, liściowato rozszerzonych członach z wgłębieniami na powierzchniach grzbietowych. U samicy czułki są dość tęgie i krótkie, o czwartym członie tak szerokim jak długim. Przedplecze ma podwójną krawędź boczną, a wzdłuż jego środka biegnie płytka, słabo widoczna bruzda podłużna. Pokrywy są równomiernie porośnięte trudno dostrzegalnymi, bardzo krótkimi, czarnymi, niezmodyfikowanymi włoskami o mniej lub bardziej okrągłym przekroju. Przedpiersie ma rombowaty wyrostek międzybiodrowy. Z kolei wyrostek zapiersia jest między biodrami środkowej pary odnóży płaski, pozbawiony wcisku. Rowek wzdłuż krawędzi ostatniego widocznego sternitu odwłoka jest przy wierzchołku odgięty do wewnątrz. Ponadto powierzchnia tego sternitu ma przed tym rowkiem dodatkowe bruzdy poprzeczne. Genitalia samca odznaczają się asymetrycznie odgiętym na bok edeagusem.

## Ekologia i występowanie

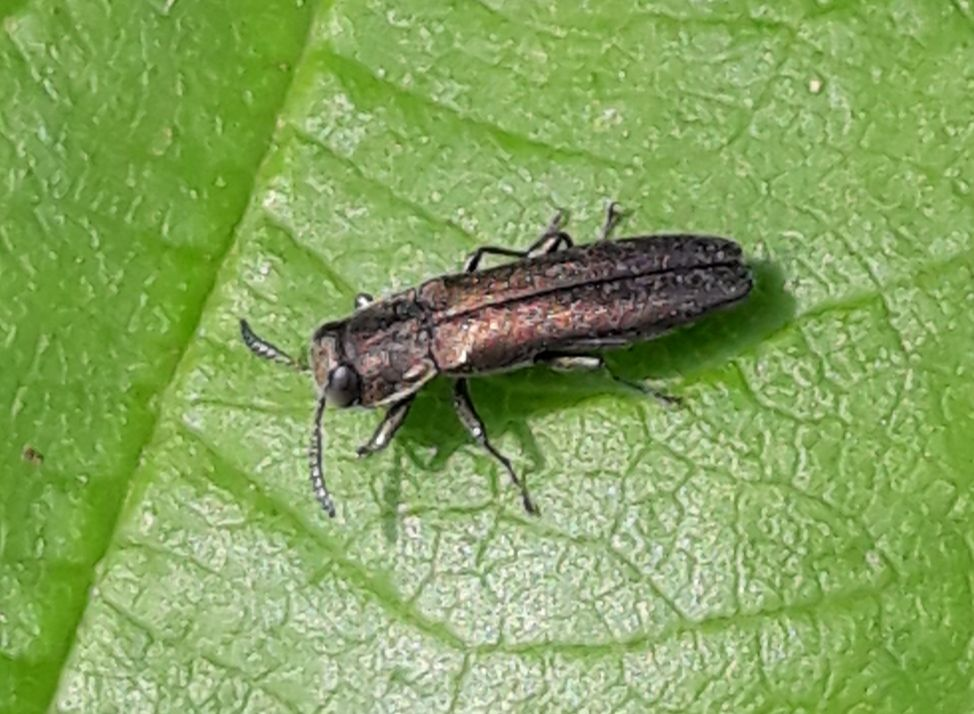
Imago na liściu

Owad ten zasiedla lasy, zarośla, parki i ogrody. Rozmieszczony jest od nizin po niżej położone tereny górskie. Larwy żerują w różnej grubości gałęziach drzew i krzewów liściastych, głównie dębów i leszczyn, a rzadziej buków, lip i kasztanów. Osobniki dorosłe obserwuje się od kwietnia lub maja do sierpnia, ze szczytem pojawu w maju i czerwcu. Są foliofagami żerującymi na liściach drzew i krzewów.
Gatunek palearktyczny, w Europie znany z Portugalii, Hiszpanii, Andory, Wielkiej Brytanii, Francji, Belgii, Niemiec, Szwajcarii, Liechtensteinu, Austrii, Włoch, Danii, Szwecji, Norwegii, Finlandii, Estonii, Łotwy, Litwy Polski, Czech, Słowacji, Węgier, Białorusi, Ukrainy, Mołdawii, Rumunii, Bułgarii, Słowenii, Chorwacji, Bośni i Hercegowiny, Serbii, Czarnogóry, Albanii, Macedonii Północnej, Grecji oraz europejskich części Turcji i Rosji. Poza Europą notowany jest z Afryki Północnej, anatolijskiej części Turcji i Zakaukazia.